# جینچن
جینچن (به لاتین: Jincheng) یک شهر مرکزی در جمهوری خلق چین است که در شانشی واقع شده‌است.

## خصوصیات
جینچن ۹٬۴۹۰ کیلومترمربع مساحت و ۲٬۲۷۹٬۱۵۱ نفر جمعیت دارد.